# Élise Marcotte
Pour les articles homonymes, voir Marcotte.
Élise Marcotte, née le 27 septembre 1988 à Québec, est une nageuse canadienne spécialisée en natation synchronisée. Elle débute dans cette discipline en 1993 au club Synchro Élite de Québec après avoir essayé plusieurs autres sports. Elle fera partie de ce club jusqu’en 2006.
En 2004, Élise devient membre de l’équipe nationale junior. Elle a représenté le Canada en solo aux Championnats du Monde Junior de 2004 et de 2006. Après trois années au sein de cette équipe, elle devient membre de l’équipe nationale senior (2006). Elle représente le Canada aux Jeux olympiques d'été de 2008 de Pékin. Lors de cette compétition, elle termine au quatrième rang en équipe.
Elle est récipiendaire, en 2008, de la Médaille de l'Assemblée nationale.
En 2009, elle participe aux Championnats du monde de la FINA, à Rome, en 2009 où elle remporte le bronze à l'épreuve du combo. 
En 2010, elle participe à la Coupe du monde de la FINA et remporte une médaille de bronze en équipe et une médaille de bronze au combiné libre. La même année, elle participe aux Jeux du Commonwealth. Elle remporte une médaille d’or en équipe et une médaille d’or en duo (comme substitut). 
En 2011, elle participe aux Championnats du monde de la FINA à Shanghai, où elle remporte le bronze à l'épreuve du combo, devançant les espagnoles. Plus tard en 2011, elle remporte deux médailles d'or aux Jeux Pan Américains de Guadelajara et se qualifie pour les Jeux Olympiques de Londres dans les épreuves de duo et d'équipe. 
En 2012, Élise participe aux Jeux olympiques d'été de 2012 de Londres. Elle termine quatrième en duo avec Marie-Pier Boudreau Gagnon et quatrième en équipe.
Elle a maintenant une piscine à son nom dans sa ville natale, soit «L'AquaGym Élise Marcotte» à l'Ancienne-Lorette.